# Lettelberterpetten
De Lettelberterpetten of Lettelberter Petten is een natuurgebied van 150 hectare van stichting Het Groninger Landschap in de polder Vredewold bij het dorp Lettelbert. Het ligt ingeklemd tussen de snelweg A7 en het Leekstermeer aan de zuidrand van de Nederlandse provincie Groningen. Als onderdeel van het grotere natuurgebied De Onlanden maakt het deel uit van het Natuurnetwerk Nederland. Het gebied is bereikbaar vanaf een boerderij aan de weg Hooilanden via het zogenoemde Jaap van Dijk-pad.
Ten oosten van de Lettelberterpetten ligt nog een gebied met oude petgaten, het wordt 'De Petten' genoemd en is niet toegankelijk voor publiek.

## Geschiedenis

### Ontstaan
Het gebied ontstond tussen 1900 en 1920 als gevolg van het vervenen van laagveen. Hiertoe werden petgaten gegraven, waarbij de turf te drogen werd gelegd op tussenliggende legakkers. Deze activiteiten gingen door tot in de Tweede Wereldoorlog. In de loop van de tijd verlandden de petgaten en ontstond er een elzenbroekbos van vooral zwarte els. Het werd tot begin jaren 1960 gebruikt als geriefbos door Martje Kuper, waarnaar het ook wel ‘het bos van Olde Mart’ werd genoemd. De turfvaart naar het Leekstermeer werd naar haar ook wel ’t Wiekje van Martje Kuper' genoemd.
Martje Kuper kwam begin jaren 1960 bij een noodlottig ongeval door verdrinking om het leven. De stichting Het Groninger Landschap werd daarna in staat gesteld de eerste hooilanden in het gebied aan te kopen.

### Natuurreservaat
In 1961 kocht stichting Het Groninger Landschap de eerste 16 hectare van het terrein met een renteloze voorschotlening van de gemeente Leek. In de decennia daarna verwierf de stichting steeds meer gronden in het pettengebied. Op de legakkers werd tot in de jaren 1990 vee gewijd. De petgaten bevatten tot begin jaren 1970 nog vrij zeldzame verlandingsvegetaties, maar droogden in de decennia daarna steeds verder uit doordat de grondwaterstand in omringende weidegebieden lager werd gehouden voor de landbouw. Als gevolg daarvan verdwenen ook verschillende plant- en vogelsoorten uit het gebied. In 2001 werden de randen van het gebied daarom voorzien van duikers met terugslagkleppen om het water zo beter binnen te houden en het gebied zo meer te isoleren van omringende gebieden. Ook werd daarvoor de bestaande turfvaart verbreed. In de jaren erna werden in het noordoosten van het gebied ook een aantal legakkers ontdaan van bomen en de bovenlaag om bijzondere plantenpopulaties te stimuleren. In 2020 werden 12 nieuwe petgaten gegraven om het verlandingsproces in stand te houden. 

## Natuur
In de petgaten groeit krabbenscheer en zegge waar de bedreigde zeggenkorfslak en groene glazenmaker leven. Ook komen er veel paddenstoelen, mossen en zang-, roof-, weide- en watervogels voor. De natte schraallanden ten westen van de petten worden begraasd met Schotse hooglanders. In de kleinschalige overgangszones met bos heeft zich begin jaren 2020 de grote weerschijnvlinder gevestigd. Dat is een soort die zich juist in dit soort oude kleinschalige verveningen thuis voelt.

## Recreatie
Lange tijd was het gebied niet toegankelijk voor het publiek. Alleen donateurs mochten er komen. In 1997 werd onder druk van subsidieverleners maar vooral na een confronterende inspraakavond met de bevolking van Lettelbert het gebied alsnog opengesteld als wandelgebied voor bezoekers.
In 2000 werd aan oostzijde vogelkijkhut Olle Mart geopend. In 2009 volgde uitkijktoren Veenman aan zuidwestzijde en in 2020 werd vanaf de vogelkijkhut een 250 meter lang vlonderpad door het broekbos naar het noorden aangelegd.

## Afbeeldingen

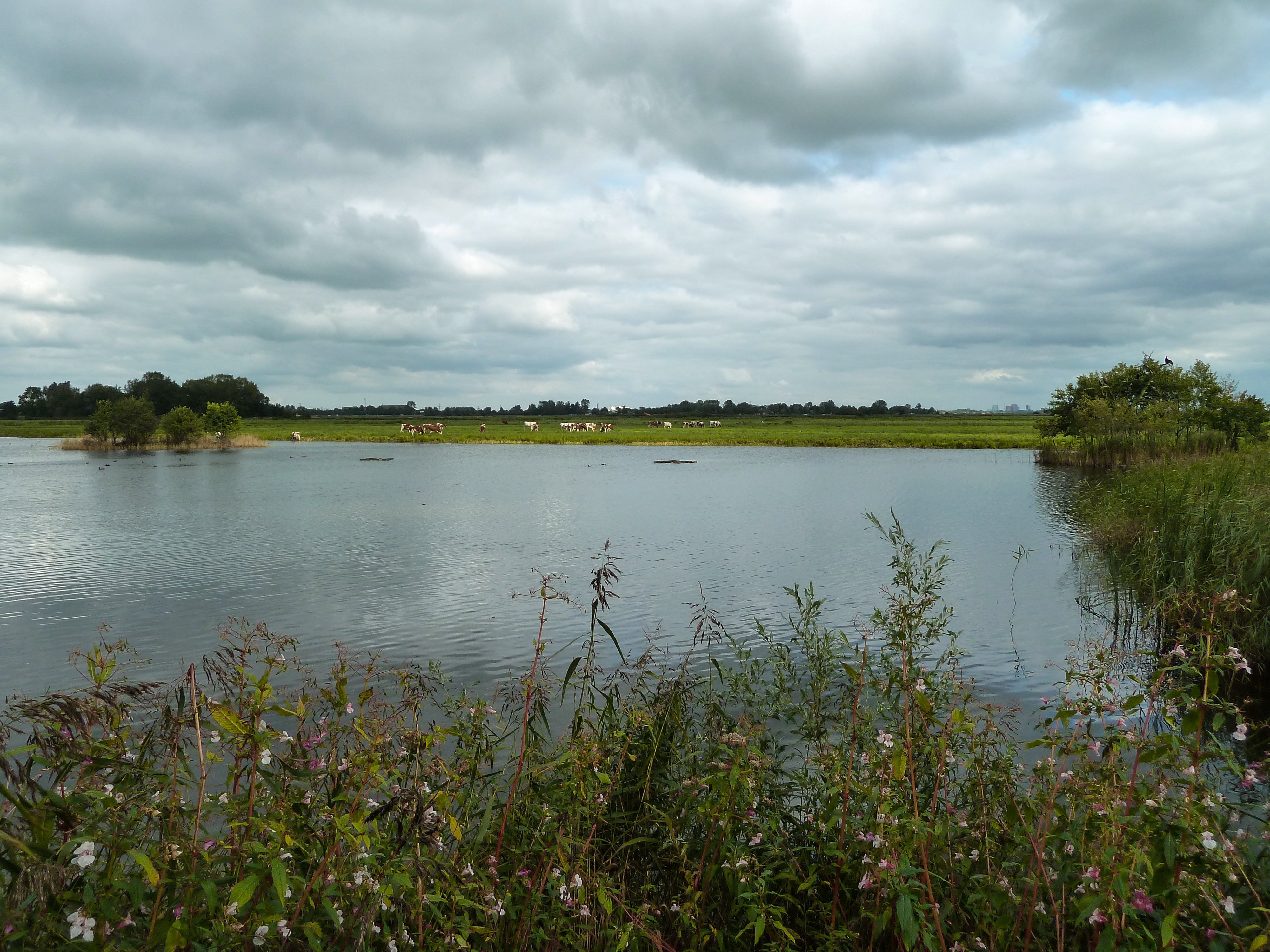
Vogelkijkhut bij plas waar zilverreigers en aalscholvers fourageren.
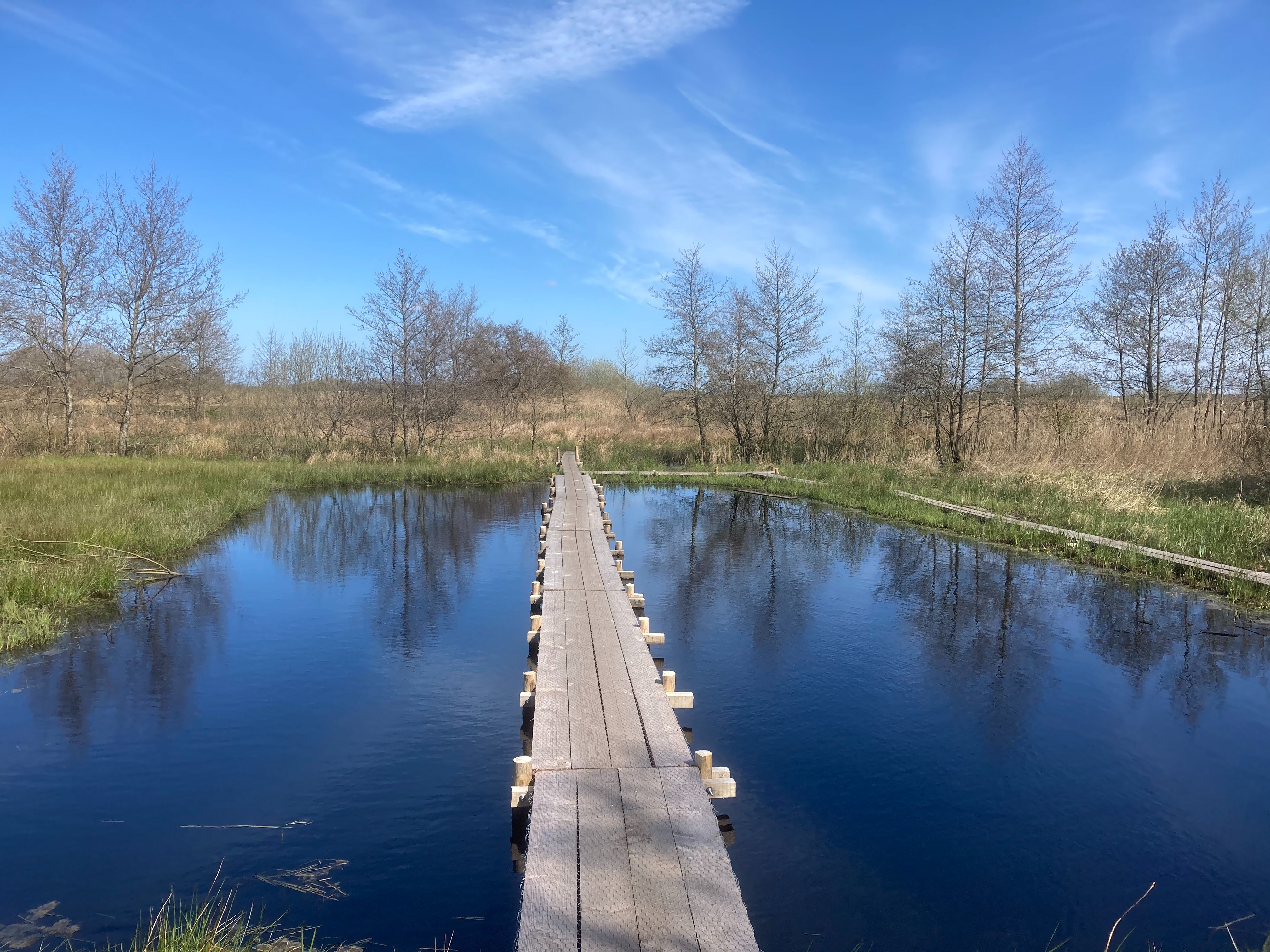
Vlonderpad door een van de opengemaakte petgaten
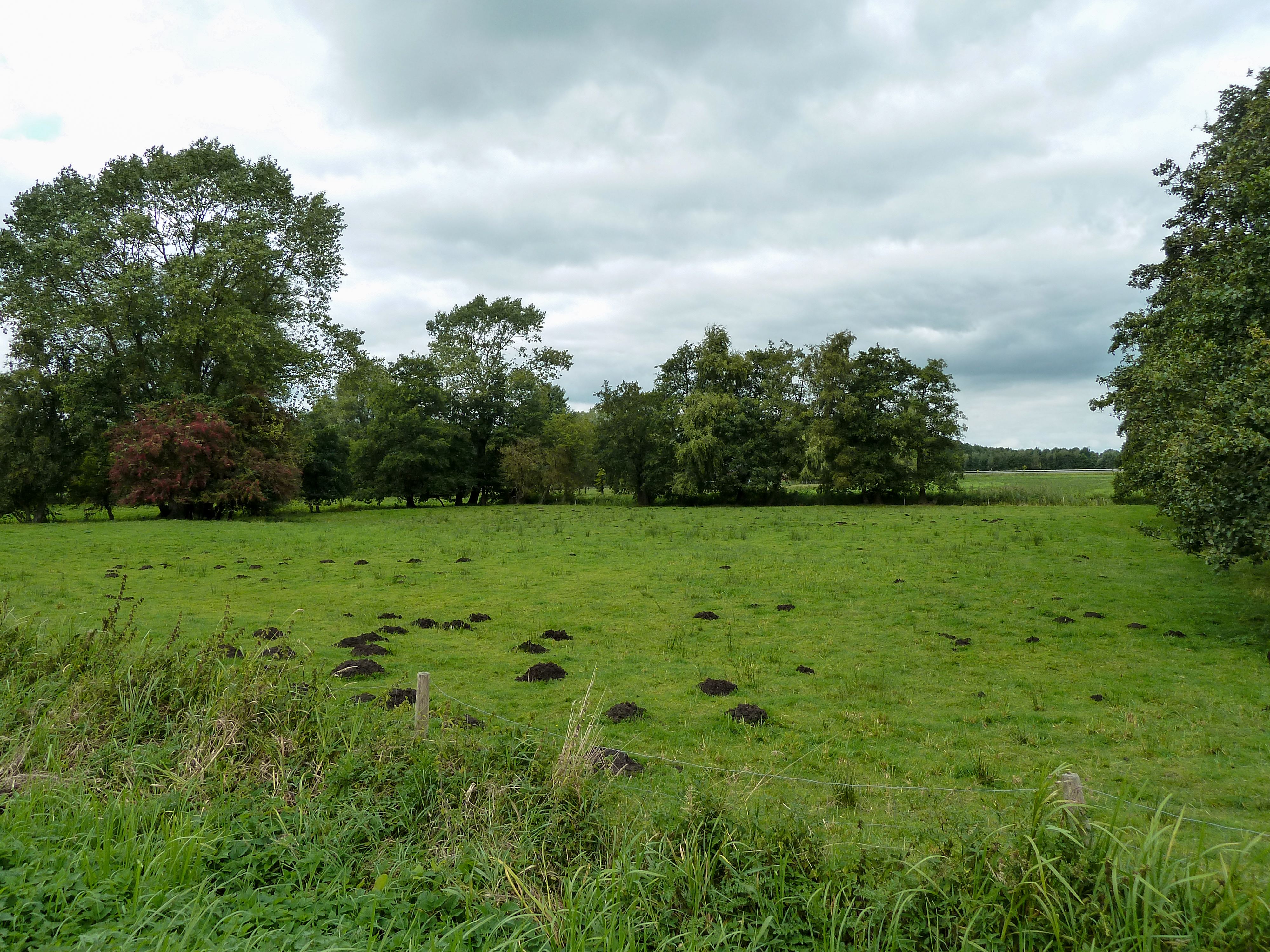
Coulisselandschap bij de Lettelberterpetten